# 米德尔堡
米德尔堡（荷蘭語：Middelburg，荷蘭語：[ˈmɪdəlbʏrx] ⓘ）是荷兰西南部泽兰省的一座城市和市镇，也是该省的首府，人口46,554（2005年）。

## 历史
它在弗利辛恩东北约6公里，有冶金、纺织、肥料，电机等工业。中世纪为商业中心。有十二世纪的修道院、十六世纪的市政厅等古建筑。